# Bottomless

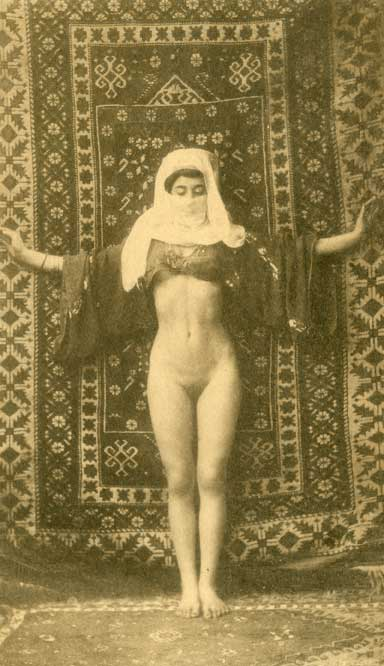
Orientalistyczne przedstawienie Arabki w stroju botomless

Bottomless – strój składający się jedynie z górnej części, odwrotność topless. Nazwa została utworzona analogicznie do nazwy topless. Słowo w  języku angielskim  składa się z dwóch słów: bottom – dół, tył, grunt i less – bez, mniej, minus i oznacza również bez dna, niewyczerpany.

## Popularność
Z uwagi na to, że strój bottomless odkrywa genitalia, jest on mniej popularny niż topless. Mimo że w niektórych stanach USA dozwolone jest chodzenie topless, to bottomless pozostaje nielegalne. W związku z tym osoby bez dolnej części stroju najczęściej wybierają plaże dla naturystów.

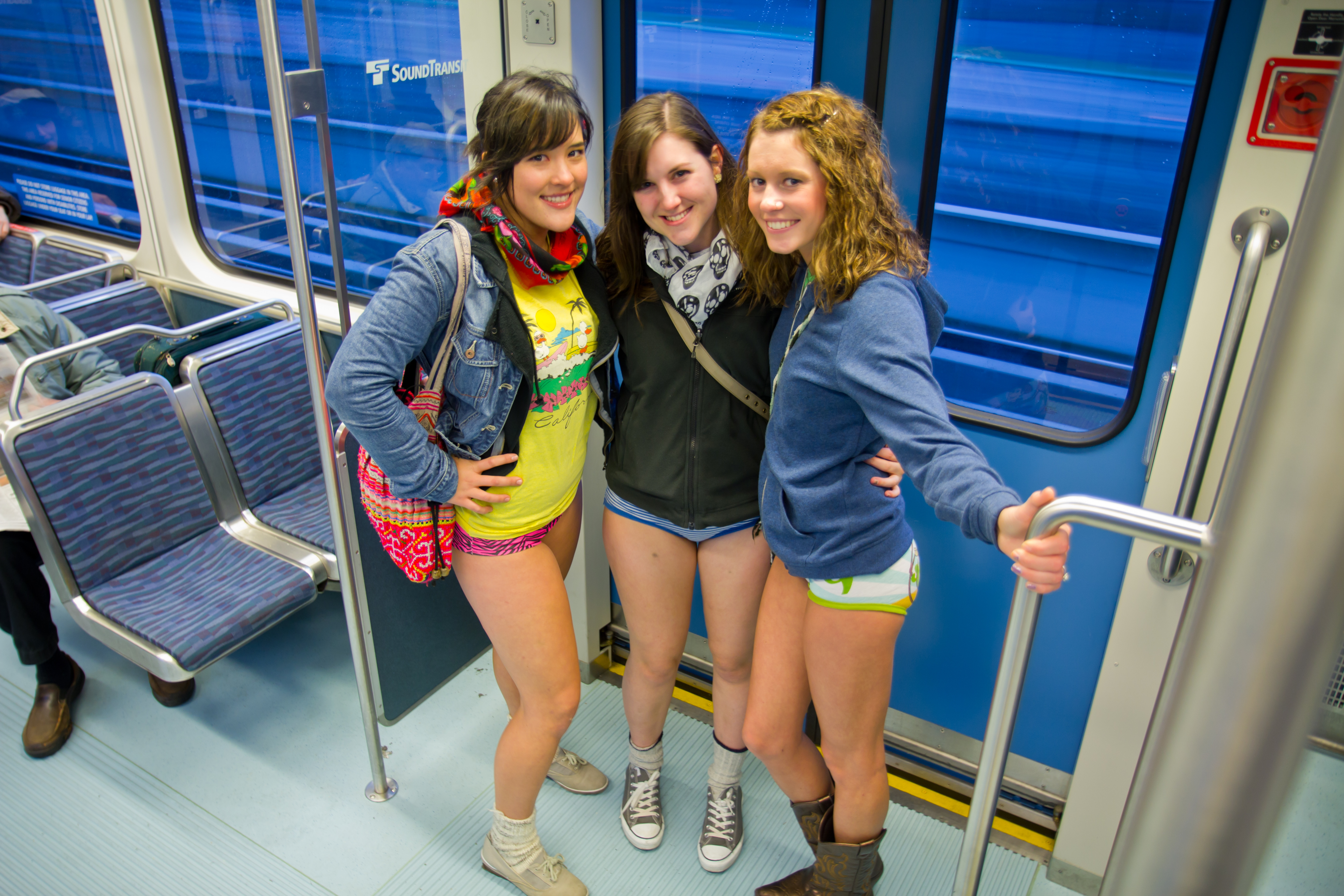
No Pants Subway Ride

W nowojorskim metrze od 2002 roku organizowany jest No Pants Subway Ride, podczas którego uczestnicy jadą metrem bez spodni, mając jednak na sobie bieliznę (nie jest to więc całkowity strój bottomless i dla odróżnienia nazywany jest pantlessness).

## W popkulturze
W filmie Harold i Kumar uciekają z Guantanamo została pokazana impreza bottomless.
Zdarza się, że aktorzy pojawiają się bottomless w filmach, na przykład: Julianne Moore w filmie Na skróty, Monica Bellucci w filmie Noworoczny koniec świata, Amy Adams w filmie Psycho Beach Party, Ben Affleck w filmie Zaginiona dziewczyna, czy Ewan McGregor w filmie Trainspotting. Także niektórzy polscy aktorzy wystąpili w takim stroju w filmach, między innymi Grażyna Szapołowska w filmie Przez dotyk i Ewa Kasprzyk w filmie Kariera Nikosia Dyzmy.